# Академичен оркестър „Андреев“
Руският оркестър на В. В. Андреев е първият оркестър за руски народни инструменти в историята на Русия, основан от реформатора на руската народна музикална култура, патриотичен музикант. Василий Василиевич Андреев. В момента се нарича Государственный академический русский оркестр имени В. В. Андреева.

## 1888 – 1918
Първият етап от 1888 до 1918 г. се нарича „Андреевски“, през който неговият основател е ръководител на оркестъра. Това е времето на формирането, утвърждаването на оркестъра като самостоятелна и пълноценна музикална група, значимо явление в руската музикална култура.
В началото на своето развитие оркестърът на В. В. Андреев е „Кръг на любителите на свиренето на балалайки“. Съставът на кръга по време на първото му изпълнение: Ф. Ренике, А. Паригорин, А. Волков, Н. Стибер, А. Елман (пианист), В. Андреев, Д. Федоров, А. Соловьов, В. Панченко.
Групата на В. В. Андреев започва да се нарича „Велик руски оркестър“ през есента на 1896 г. и тогава се състои от 14 музиканти.
| Балалайка дискант   | Н. В. Чороков.                             |
| Балалайка прима     | В. В. Андреев, В. А. Лидин, В. Б. Ленгрен. |
| Балалайка втора     | Н. П. Фомин, Н. М. Вартоломей.             |
| Балалайка виола     | А. В. Паригорин.                           |
| Балалайка бас       | А. С. Шевелев, В. А. Веселаго.             |
| Балалайка контрабас | В. T. Насонов, А. С. Мартинов.             |
| Гусли щипкови       | Н. И. Привалов.                            |
| Домра дискант       | Д. М. Пыжов.                               |
| Домра алт           | P. P. Каркин (истинско име Каркиянен).     |

Първият публичен концерт на кръга се състои на 20 март 1888 г. в залата на Градското кредитно дружество, а концертът на обновения кръг – Великият руски оркестър – в залата на Благородното събрание (днес Санкт Петербургска филхармония) на 11 януари 1897 г.
Значително събитие от този период е концертът на 2 април 1913 г. в Мариинския театър, изнесен от оркестъра по случай 25-годишнината му. На него присъстват много високопоставени гости, сред които депутати от Държавната дума, както и самият император Николай II със семейството си. Ето как неговият приятел и колега Фьодор Шаляпин се обръща към В. В. Андреев след този концерт:
| „ | Уважаеми Василий Василиевич! Вие стоплихте осиротяла балалайка към вашето добро, топло сърце. От вашите грижи, любов, тя израсна в прекрасна руска красавица, която покори целия свят с красотата си. | “ |

В. В. Андреев получава чин съдебен съветник. Година по-късно, от март 1914 г., оркестърът става „Императорски великоруски оркестър“, а В. В. Андреев носи званието „Солист на Негово Императорско Величество“.

## 1918 – 1941
Вторият етап започва след смъртта на В. В. Андреев през 1918 г. и продължава до началото на Великата отечествена война. Най-голямото постижение на този период е работата на оркестъра в Ленинградската филхармония.

## 1941 – 1980
Третият етап обхваща съществуването на оркестъра през военните и следвоенните години. Има по-нататъшно творческо израстване на колектива, сътрудничеството му с изключителни солисти и диригенти, ленинградски композитори.